# 星に語りて
『星に語りて〜Starry Sky〜』（ほしにかたりて、英題：英: Starry Sky）は、2019年3月10日に公開された日本映画。
日本の障害者向け共同作業所の全国組織である「きょうされん」が結成40周年記念として企画、製作。
監督はこれが初の商業映画デビューとなる松本動。脚本の山本おさむは障害者を題材とした漫画を多く手掛けてきた漫画家である。

## あらすじ
2011年3月11日。東日本大震災が起こり、岩手県陸前高田市の共同作業所「あおぎり」は、高台にあったため津波の直接的な被害からは免れたが、実家に助けに戻った仲間の一人を津波で失ってしまう。落胆する作業所の仲間たちを、女性の所長が励ましながら、一日も早く障害のある人が日常を取り戻せるように努力していた。
そんな中、全国障害者ネットワークでは、東京、秋田、岩手、福岡などの日本各地の障害者団体が連携して支援活動を始めようとしたときに「障害者が消えた」という情報が入ってくる。多くの避難所をまわっても、障害のある人がほとんどいないという不思議な状況に直面する。
一方、福島第一原子力発電所事故によって、福島県のいくつかの地域では政府から避難勧告が出される。福島県南相馬市には仮設住宅が建てられ、避難地域に指定され、共同作業所「クロスロードハウス」の代表らは、避難出来ずに取り残された障害のある人たちを、放射能の危険と闘いながら支援を続ける。被災各地に支援センターが設置され、次々と支援物資が送られてきて、全国各地から支援員も集まってくる。しかしクロスロードハウスの代表らには、安否確認のための障害のある人の情報が必要だったが、行政からの個人情報保護を理由に開示されない。法律により守られる人権は支援の障壁となり、一刻を争う人命救助との狭間で苦しむ支援員たちと、被災した障害のある人たちは、戦っていたのである。

## キャスト
- 今村澄子: 要田禎子
- 辻村翔: 大前慧
- 木村和人: 竹内大
- 谷口孝: 高城亨
- 東淳子: 都倉彩加
- 木村正江: 金沢きくこ
- 消防隊員: 大迫一平
- 小沢絹: 森恵美
- 八重樫: 生島ヒロシ
- 戸村: 赤塚真人
- 大島明: 植木紀世彦
- 浦田光明: 枝光利雄
- 前田明: 藤﨑拓美
- 岩淵: 大賀太郎
- 照井: 紺野ふくた
- 鈴木: 今野ゆか
- 白木沢: 佐藤しのぶ
- 篠原: 喜多道枝
- 寺井: 大西典子
- 岡本真澄: 菅井玲
- 朝間弘行: 射場みのる
- 北村: 赤津麻子
- 北村の母: 美谷和枝
- 畑中: 國分隆登
- 畑中洋子: 正木佐和
- 横川: 森田恵子
- 赤ん坊の母: 今吉祥子
- 赤ちゃん: 高山翔太郎
- 女子高生: 益満千夏
- アナウンサー: 伊住聡志
- 森川秀二: 今谷フトシ
- 新藤あつ子: 角南範子
- 石川: 飯田まさと
- 河野慶次: 宮川浩明
- 水原春彦: 阿部志鴻
- 大竹保広: 国枝量平
- 坂本光男: 宮本大誠
- みち子: 山田真央
- みち子の母: 小野田由紀子
- 増永: 町屋圭祐
- 神田: 蔵原健
- 上野: 松永麻里
- 水戸辺: 相馬有紀実
- 山田晴彦: 石田尚巳
- 高橋トキ: 蓬萊照子
- 菅原敬一: 鈴木誠一
- 桑野明子: 森田貴美子
- 立川正治: 花ヶ前浩一
- 瀬川功: 入江崇史
- 山崎昌茂: 軍司眞人
- 三村さつき: 高井純子
- 老夫: 山崎満
- 老妻: 戸村美智子
- 老人: 古田稔
- 縁側の老人: 増田再起
- 縁側の老婆: 高橋浩子
- 老婆: 池田美穂子
- 水原の父親: 古山浩由
- ボランティア男性: 秋山はっちゃん
- 自衛隊員: 飯塚信児
- 支援学級の教師: 吉村えり
- 施設職員: 白川朝海
- 小沢 隆: 螢雪次朗
- ナレーション: 赤塚真人

## スタッフ
- 監督：松本動
- 製作統括：西村直
- 企画：藤井克徳
- 脚本：山本おさむ
- 音楽：小林洋平
- プロデューサー：新井英夫
- 撮影：鈴木雅也
- 照明：古橋孝映
- 録音：西岡正巳
- 美術：津留啓亮
- 編集：古賀陽一
- スクリプター：山下千鶴
- ヘアメイク：清水美穂
- ラインプロデューサー：赤間俊秀
- 助監督：佐藤吏
- 制作担当：富田政男

## 製作
障害のある人たちが、地域で働く・活動する・ 生活することを応援する事業所の全国組織である「きょうされん」が結成40周年記念として企画、製作された。
きょうされんは、10周年ごとに映画を製作しており、30周年記念映画は冨永憲治監督の『ふるさとをください』。40周年の記念映画としては、ドキュメンタリー映画『夜明け前 呉秀三と無名の精神障害者の100年』が先に公開され、『キネマ旬報』の文化映画ベストテンで9位に入る。『星に語りて』は、きょうされんの5本目の製作映画である。
本編の撮影は、2018年10月1日にクランクインし、10月24日に主要な撮影を終えた。2019年2月28日に完成披露試写会が行われた。

### 主なロケ地
- 福島県南相馬市
- 静岡県小山町
- 千葉県いすみ市
- 岩手県陸前高田市

## 封切り
2019年3月10日に吉祥寺のアップリンク、および北海道などで、先行上映された。
地域での自主上映会を中心に2021年2月25日現在453ヵ所、38,193人が鑑賞している。

## 受賞
- 第37回（2019年度）日本映画復興賞　日本映画復興奨励賞　受賞[3]
- 「JAPAN CONNECTS HOLLYWOOD 2020」長編部門　最優秀作品賞（Best Picture）　受賞[4]